# Tízszögszámok
A tízszögszámok a figurális számokon belül a sokszögszámok közé tartoznak. Az n-edik tízszögszám Tn a közös csúcsból rajzolt, legfeljebb n pont oldalhosszúságú szabályos tízszögek körvonalai egymástól különböző pontjainak száma. 
Az n-edik tízszögszám általánosan a következő képlettel adható meg:
{\displaystyle T_{n}=4n^{2}-3n\quad (n>0).}
Az első néhány tízszögszám:
1, 10, 27, 52, 85, 126, 175, 232, 297, 370, 451, 540, 637, 742, 855, 976, 1105, 1242, 1387, 1540, 1701, 1870, 2047, 2232, 2425, 2626, 2835, 3052, 3277, 3510, 3751, 4000, 4257, 4522, 4795, 5076, 5365, 5662, 5967, 6280, 6601, 6930, 7267, 7612, 7965, 8326 … (A001107 sorozat az OEIS-ben)
A tízszögszámok előállíthatók az n-edik négyzetszámnak és háromszor az (n−1)-edik téglalapszámnak az összeadásával:
{\displaystyle T_{n}=n^{2}+3(n^{2}-n).}

## Párosság
A tízszögszámok párossága váltakozik.

## Általánosított tízszögszámok
Az általánosított tízszögszámok is a fenti képlettel állíthatók elő, de a nullát és a negatív egész számokat is megengedve. A következő sorrendben szokás az általánosított tízszögszámokat előállítani: 0, 1, −1, 2, −2, 3, −3, 4..., ami a következő sorozatot adja:
0, 1, 7, 10, 22, 27, 45, 52, 76, 85, 115, 126, 162, 175, 217, 232, 280, 297, 351, 370, 430, 451, 517, 540, 612, 637, 715, 742, 826, 855, 945, 976, 1072, 1105, 1207, 1242, 1350, 1387, 1501, 1540, 1660, 1701, 1827, 1870, 2002, 2047, 2185, 2232, 2376, 2425 … (A074377 sorozat az OEIS-ben)
Minden második általánosított tízszögszám „normál” tízszögszám is egyben. 

## Tesztelés tízszögszámokra
Az n-edik tízszögszám, {\displaystyle x_{n}} megadási képletét n-re megoldva a következő képletet kapjuk:
{\displaystyle n={\frac {{\sqrt {16x_{n}+9}}+3}{8}}.}
Tetszőleges x szám tízszögszám mivolta tesztelhető a fenti képletbe való behelyettesítéssel. Ha n egész számra jön ki, akkor x az n-edik tízszögszám. Ha n nem egész szám, akkor x nem tízszögszám.
Ez egyben tekinthető x tízszöggyöke kiszámításának is.